# Thingol
Elu Thingol sau (Elwë) este un caracter ficțional din legendariumul lui J.R.R. Tolkien. El este regele celui de-al treilea popor elfesc, numit Sindarii. Apare în cărțile Silmarillion și Copiii lui Húrin.